# 12640 Reinbertdeleeuw
12640 Reinbertdeleeuw è un asteroide della fascia principale. Scoperto nel 1973, presenta un'orbita caratterizzata da un semiasse maggiore pari a 2,9354908 UA e da un'eccentricità di 0,0490132, inclinata di 1,87870° rispetto all'eclittica.